# João de Barros Barreto
João de Barros Barreto (Rio de Janeiro, 14 de dezembro de 1890 — Rio de Janeiro, 1956) foi um médico sanitarista e professor brasileiro.
Seu nome batiza o Hospital Universitário João de Barros de Barreto, no Pará, referência estadual em pneumologia e infectologia.
Era filho do Dr. João de Barros Barreto e de d. Maria da Glória Araújo Lima de Barros Barreto. Formou-se pela Faculdade de Medicina do Rio de Janeiro, em 1912. Fez curso de aperfeiçoamento no Instituto Oswaldo Cruz, em 1918, na Johns Hopkins School of Hygiene and Health de Baltimore e na Harvard School of Public Health de Boston, em 1924-1925. Foi inspetor sanitário da diretoria de Higiene do Estado do Rio de Janeiro, em 1915, e do Departamento Nacional de Saúde, diretor de Saneamento Rural no Estado do Paraná, diretor do Departamento de Saúde do Estado de São Paulo, diretor do Departamento Nacional de Saúde (1937/1939/1942/1945) e delegado de Saúde.
Foi professor de Medicina Legal da Faculdade de Medicina da Faculdade de Medicina do Paraná, em 1921-1922. Foi secretário geral dos 4º e 5º Congressos Brasileiros de Higiene, membro fundador e presidente honorário da Repartição Sanitária Panamericana(1942/1946). Foi professor de Higiene da Faculdade de Medicina do Rio de Janeiro, Faculdade Fluminense de Medicina e da Faculdade de Ciências Médicas do Rio de Janeiro.
Representante do Brasil nas conferências e congressos de Higiene e presidente da 11ª Conferência Sanitária Panamericana, realizada no Rio de Janeiro, em 1942. Foi membro da Academia Nacional de Medicina, da Academia de Medicina de Lima e do México, da Sociedade Argentina de Medicina Social. Recebeu numerosos prêmios entre eles a medalha de ouro Oswaldo Cruz, pelo Instituto Oswaldo Cruz, em 1916, a comenda da Ordem Nacional do Mérito, em 1950. Publicou numerosos trabalhos sobre higiene.

## Obras
- Higiene do Trabalho, 1937
- Malária, Doutrina e Prática, 1940
- Compêndio de Higiene, 1951
- Tratado de Higiene, 1956